# Aeroportul Monywar
Aeroportul Monywar (IATA: NYW, ICAO: VYMY) este un aeroport din Sagaing Region⁠(d), Myanmar.
Situat la o altitudine de 79 m, aeroportul dispune de o singură pistă.